# Royal Collection

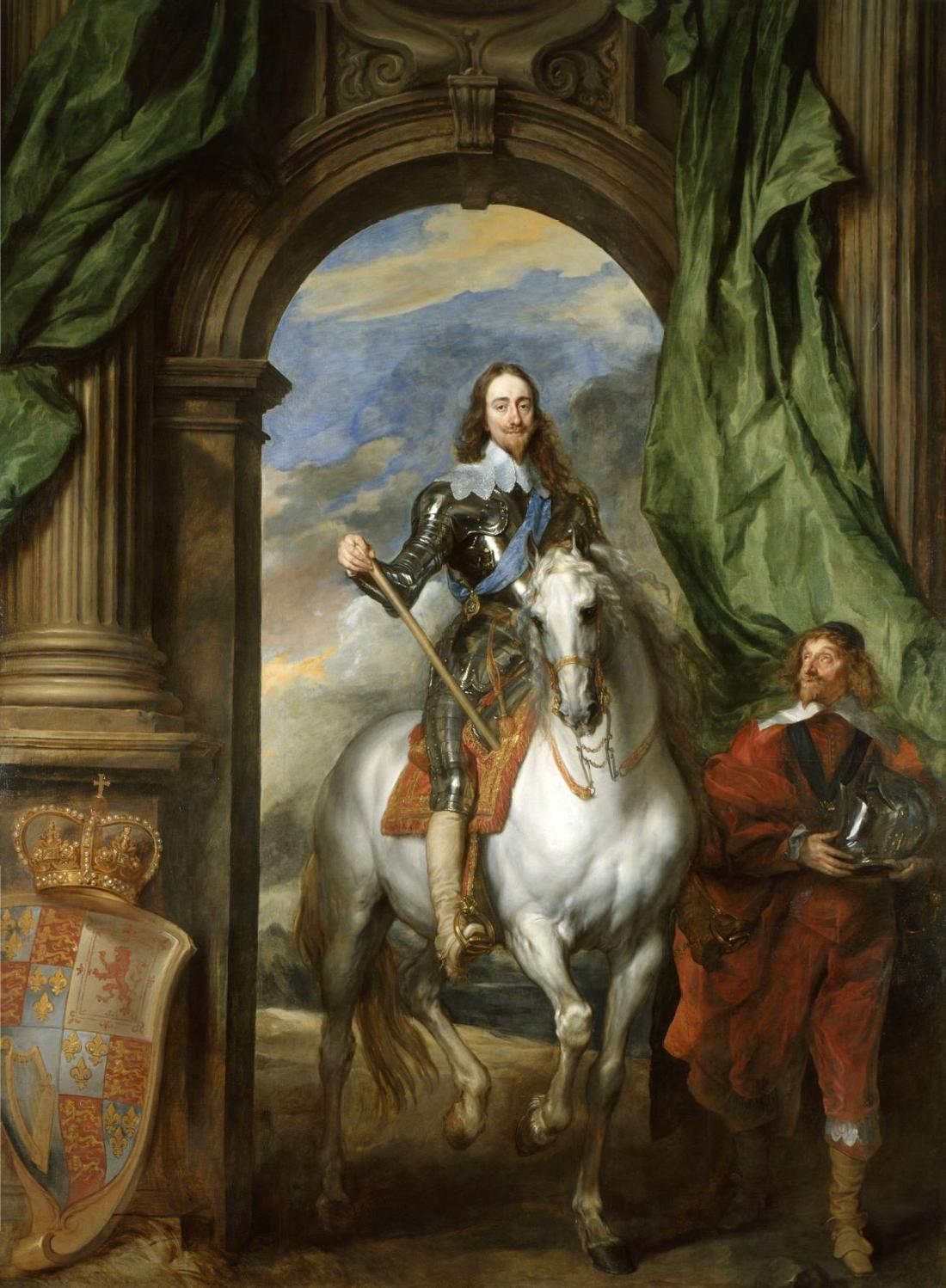
Il Ritratto di Carlo I con M. de Saint-Antonie suo maestro di equitazione di van Dyck è una delle opere della Royal Collection.

La Royal Collection è la raccolta d'arte della famiglia reale britannica. L'attuale proprietario della collezione è re Carlo III; la collezione conta 7000 dipinti e 40 000 acquerelli oltre a ceramiche, oggetti preziosi, tendaggi, arazzi, libri antichi. 
La Royal Collection non è contenuta in un'unica sede, ma si trova sparsa in molte delle residenze reali britanniche, come Hampton Court Palace, Buckingham Palace e Windsor Castle. Alcune residenze sono aperte al pubblico con le loro gallerie, altre sono invece riservate alla famiglia reale. I dipinti conservati nella Royal Collection appartengono a diverse epoche, autori, generi e nazionalità.
Dal 1992 la gestione delle collezioni artistiche della famiglia reale e l'esibizione al pubblico nei palazzi e nelle due sedi, di Londra ed Edimburgo, della Queen's Gallery (ora King's Gallery) sono curate da un'apposita fondazione, il Royal Collection Trust, istituita dalla regina Elisabetta II.

## La collezione

### Dipinti, schizzi e disegni

#### Americani
- Benjamin West – almeno 60 dipinti

#### Olandesi
- Abraham Bloemaert – almeno 1 dipinto
- Gerard ter Borch – almeno 2 dipinti
- Jan Both – almeno 1 dipinto
- Jan de Bray – almeno 1 dipinto
- Hendrick ter Brugghen – almeno 1 dipinto
- Aelbert Cuyp – almeno 7 dipinti
- Gerrit Dou – almeno 4 dipinti
- Frans Hals – almeno 1 dipinto
- Hugo van der Goes – almeno 1 dipinto
- Maarten van Heemskerck – almaneo 2 dipinti
- Jan van der Heyden – almaneo 2 dipinti
- Meindert Hobbema – almeno 2 dipinti
- Melchior d'Hondecoeter – almeno 4 dipinti
- Gerard van Honthorst – almeno 6 dipinti
- Pieter de Hooch – almeno 3 dipinti
- Nicolaes Maes – almaneo 1 dipinto
- Jan Mertens – almeno 1 dipinto
- Gabriel Metsu – almeno 1 dipinto
- Daniël Mijtens – almeno 9 dipinti
- Adriaen van Ostade – almeno 5 dipinti
- Rembrandt – almeno 6 dipinti
- Salomon van Ruysdael – almeno 1 dipinto
- Jacob van Ruisdael – almeno 1 dipinto
- Jan Steen – almeno 7 dipinti
- Adriaen van de Velde – almeno 4 dipinti
- Willem van de Velde il Giovane – almeno 7 dipinti
- Johannes Vermeer – almeno 1 dipinto
- Jan Weenix – almeno 1 dipinto
- Adriaen van der Werff – almeno 1 dipinto
- Philips Wouwerman – almeno 5 dipinti

#### Inglesi
- William Beechey – almeno 17 dipinti
- Thomas Gainsborough – almeno 33 dipinti
- William Hogarth – almeno 3 dipinti
- John Hoppner – almeno 7 dipinti
- Cornelis Janssens van Ceulen – almeno 2 dipinti
- Sir Godfrey Kneller – almeno 15 dipinti
- Edwin Henry Landseer – almeno 100 dipinti e disegni
- Thomas Lawrence – almeno 50 dipinti
- Peter Lely – almeno 20 dipinti
- Joshua Reynolds – almeno 20 dipinti
- George Stubbs – almeno 18 dipinti

#### Fiamminghi
- Jan Brueghel il Giovane – almeo 1 dipinto
- Pieter Bruegel il Vecchio – almeno 1 dipinto
- Denys Calvaert – almeno 1 dipinto
- Joos van Cleve – almeno 4 dipinti
- Pieter van Coninxloo – almeno 1 dipinto
- Antoon van Dyck – almeno 26 dipinti
- Frans Francken II – almeno 1 dipinto
- Marcus Gheeraerts il Giovane – almeno 1 dipinto
- Frans Hals – almeno 1 dipinto
- Jan Mabuse – almeno 1 dipinto
- Quentin Matsys – almeno 1 dipinto
- Hans Memling – almeno 1 dipinto
- Frans Pourbus il Giovane – almeno 2 dipinti
- Jan Provoost – almeno 1 dipinto
- Peter Paul Rubens – almeno 13 dipinti e 5 disegni
- David Teniers il Giovane – almeno 27 dipinti

#### Francesi
- François Clouet – almeno 3 dipinti
- Jean Clouet – almeno 1 dipinto e 1 miniatura
- Hippolyte Delaroche – almeno 3 dipinti
- Gaspard Dughet – almeno 3 dipinti
- Nicolas de Largillière – almeno 1 dipinto
- Jean-Étienne Liotard – almeno 16 dipinti
- Claude Lorrain – almeno 5 dipinti
- Claude Monet – almeno 1 dipinto
- Louis Le Nain – almeno 1 dipinto
- Jean-Baptiste Pater – almeno 5 dipinti
- Nicolas Poussin – la più grande collezione di disegni, seconda solo a quella del Musée du Louvre
- Eustache Le Sueur – almeno 1 dipinto
- Georges de La Tour – almeno 1 dipinto
- Simon Vouet – almeno 1 dipinto

#### Tedeschi
- Albrecht Dürer – almeno 1 dipinto
- Hans Holbein il Giovane – almeno 7 dipinti, 80 disegni e 5 miniature
- Lucas Cranach il Vecchio – almeno 5 dipinti
- Lucas Cranach il Giovane – almeno 1 dipinto
- Georg Pencz – almeno 1 dipinto
- Franz Xaver Winterhalter – almeno 120 dipinti e 20 disegni
- Johann Zoffany – almeno 17 dipinti

#### Italiani
- Nicolò dell'Abate – almeno 1 dipinto
- Alessandro Allori – almeno 1 dipinto
- Fra Angelico – almeno 1 dipinto
- Jacopo Bassano – almeno 6 dipinti
- Leandro Bassano – almeno 3 dipinti
- Giovanni Bellini – almeno 1 dipinto
- Gian Lorenzo Bernini – almeno 50 disegni
- Francesco Borromini – almeno 100 disegni
- Bronzino (Agnolo di Cosimo) – almeno 1 dipinto
- Canaletto (Giovanni Antonio Canal) – almeno 50 dipinti e 140 disegni
- Caravaggio (Michelangelo Merisi da Caravaggio) – almeno 2 dipinti
- Polidoro da Caravaggio – almeno 9 dipinti
- Giovanni Cariani – almeno 2 dipinti
- Luca Carlevaris – almeno 4 dipinti
- Agostino, Annibale e Ludovico Carracci – almeno 5 dipinti, più di 350 disegni
- Cima da Conegliano – almeno 1 dipinto
- Jacopo di Cione – almeno 1 dipinto
- Antonio da Correggio – almeno 2 dipinti
- Giovanni Benedetto Castiglione – almeno 260 disegni
- Bernardo Daddi – almeno 1 dipinto
- Carlo Dolci – almeno 1 dipinto
- Domenichino (Domenico Zampieri) – almeno 1 dipinto, 1700 disegni in 34 raccolte
- Dosso Dossi – almeno 2 dipinti
- Duccio di Buoninsegna – almeno 1 dipinto
- Gentile da Fabriano – almeno 1 dipinto
- Girolamo Forabosco – almeno 1 dipinto
- Domenico Fetti – almeno 14 dipinti
- Lattanzio Gambara – almeno 8 dipinti
- Benvenuto Tisi (Il Garofalo) – almeno 1 dipinto
- Raffaellino del Garbo – almeno 1 dipinto
- Artemisia Gentileschi – almeno 1 dipinto
- Orazio Gentileschi – almeno 2 dipinti
- Luca Giordano – almeno 12 dipinti
- Guercino (Giovanni Francesco Barbieri) – almeno 1 dipinto, oltre 400 disegni
- Leonardo da Vinci – almeno 600 disegni
- Bernardino Licinio – almeno 4 dipinti
- Pietro Longhi – almeno 2 dipinti
- Lorenzo Lotto – almeno 3 dipinti
- Andrea Mantegna – almeno 9 dipinti
- Ludovico Mazzolino – almeno 1 dipinto
- Michelangelo Buonarroti – almeno 20 disegni
- Parmigianino (Francesco Mazzola) – almeno 2 dipinti e 30 disegni
- Pietro Perugino – almeno 1 dipinto
- Francesco Pesellino – almeno 1 dipinto
- Jacopo da Pontormo – almeno 1 dipinto
- Raffaello Sanzio – almeno 8 dipinti, una vasta collezione di disegni.
- Guido Reni – almeno 1 dipinto
- Sebastiano Ricci – almeno 14 dipinti
- Girolamo Romanino – almeno 1 dipinto
- Giulio Romano – almeno 6 dipinti
- Andrea Sacchi – almeno 130 disegni
- Andrea del Sarto – almeno 2 dipinti
- Girolamo Savoldo – almeno 2 dipinti
- Andrea Schiavone – almeno 2 dipinti
- Bernardo Strozzi – almeno 1 dipinto
- Zanobi Strozzi – almeno 1 dipinto
- Tintoretto – almeno 5 dipinti
- Tiziano – almeno 4 dipinti
- Alessandro Turchi – almeno 4 dipinti
- Perin del Vaga – almeno 2 dipinti
- Giorgio Vasari – almeno 1 dipinto
- Jacopo Palma il Vecchio – almeno 2 dipinti
- Paolo Veronese – almeno 3 dipinti
- Antonio Verrio – almeno 8 dipinti
- Francesco Zuccarelli – almeno 27 dipinti, 8 dei quali realizzati insieme a  Antonio Visentini
- Federico Zuccari – almeno 1 dipinto

### Sculture e arti decorative
- Antonio Canova – almeno 3 sculture
- François Girardon – almeno 1 scultura
- Louis-Claude Vassé – almeno 1 scultura